# Cristina subinermis
Cristina subinermis is een hooiwagen uit de familie echte hooiwagens (Phalangiidae).